# Контрада Цапино
Контрада Цапино је насеље у Италији у округу Катанија, региону Сицилија.
Према процени из 2011. у насељу је живело 6 становника. Насеље се налази на надморској висини од 876 м.